# Гурвансайхан (сомон)
Гурвансайхан — сомон у Середньо-Гобійському аймаці Монголії. Територія 5,4 тис. км², населення 2,6 тис. чол., центр — селище Суугант, розташований на відстані 70 км від міста Мандалговь та у 320 км від Улан-Батора.

## Рельєф
Рельєф степовий, в сопках

## Клімат
Клімат різкоконтинентальний. Середня температура січня −18 градусів, липня +24 градуси, щорічна норма опадів 150 мм.

## Економіка
Є родовища вугілля, свинцю, плавикового шпату.

## Тваринний світ
Водяться сарни, лисиці, вовки, джейрани, корсаки.

## Соціальна сфера
Школа, лікарня, торгово-культурні центри, турбази.